# Płochacz kasztanowaty
Płochacz kasztanowaty (Prunella immaculata) – gatunek małego ptaka z rodziny płochaczy (Prunellidae). Ptak ten występuje w Azji, według IUCN nie jest zagrożony wyginięciem.

## Zasięg występowania
Płochacz kasztanowaty występuje we wschodnich Himalajach i południowych Chinach (południowo-wschodni Tybetański Region Autonomiczny, na wschód do południowego Gansu oraz Syczuan); zimę spędza w zachodniej do środkowej części Nepalu i w południowej do środkowej części Junnanu. Zarejestrowano tego ptaka również w północnej Mjanmie, lecz jego status jest tam niepewny.

## Taksonomia
Gatunek po raz pierwszy opisał w 1845 roku angielski przyrodnik Brian Houghton Hodgson, nadając mu nazwę Acc[entor]. immaculatus. Jako miejsce typowe odłowu holotypu Hodgson wskazał środkowe i północne regiony wzgórz w Nepalu. Gatunek monotypowy.

### Etymologia
Nazwa rodzajowa: niem. Braunelle – pokrzywnica, od zdrobnienia braun „brązowy”, w aluzji do rudo-brązowego upierzenia górnych części ciała pokrzywnicy. Epitet gatunkowy: łac. immaculatus „nieskazitelny, czysty”, od in- „bez”; macula „plama”.

## Morfologia
Długość ciała 14,5–16 cm, długość skrzydła 77 mm; masa ciała około 20 g. Głowa i górna część grzbietu głównie ciemnoszare, kantarek czarny, na niektórych piórach na czole białe znaczenia. Grzbiet i kuper oliwkowo-szary do brązowego, ogon łupkowo-brązowy; barkówki i skrzydła kasztanowate, duże pokrywy szare. Spód ciała szary, boki, podbrzusze i pokrywy podogonowe ciemno-cynamonowe. Tęczówka bladożółta do białawej; dziób prawie czarny, u podstawowy w kolorze rogu; nogi blado szarobrązowe do matowego pomarańczowego. Brak dymorfizmu płciowego. Młody ptak przypomina dorosłego, ale nie ma białych znaczeń na czole, tylne pióra posiadają czarne końcówki, gardło jest bledsze, pierś jest cętkowana z ciemnobrązowymi smugami, brzuch i podbrzusze jest bledsze.

## Ekologia
Płochacz kasztanowaty jest ptakiem skrytym, zamieszkującym wilgotne lasy iglaste i różanecznikowe (Rhododendron), często w pobliżu wody; podczas okręgu lęgowego przebywa na wysokości od 2900 m n.p.m. do 5000 m n.p.m. Zimą widywany także w lasach wtórnym i na obrzeżach lasu. Na subkontynencie indyjskim występuje na wysokości 1700–3700 m n.p.m., w Tybetańskim Regionie Autonomicznym do 1500 m n.p.m. Gatunek osiadły, chociaż czasami po sezonie lęgowym, często w grupach, zlatuje na niższe wysokości, co prowadzi do rozszerzenia zasięgu. Śpiew, z gałęzi, został opisany jako monotonny; odzywa się słabym, wysokim i metalicznym „zieh-dzit” lub „tzip”.
Płochacz kasztanowaty zjada bezkręgowce i nasiona, również niektóre jagody. Pokarm zbiera na ziemi, zwykle wśród grubej roślinności, rzadko na otwartym terenie.
Lęgi słabo poznane; okres lęgowy przypada na maj–lipiec. Gniazdo dobrze ukryte, umieszczone nisko w zaroślach, czasami bezpośrednio na ziemi. W zniesieniu 3–4 jaja. Rozmiar jaja: 19,6×14,5 mm.

## Status
W Czerwonej księdze gatunków zagrożonych Międzynarodowej Unii Ochrony Przyrody został zaliczony do kategorii LC (ang. Least Concern – najmniejszej troski). Globalna wielkość populacji nie jest znana, ale gatunek ten uważa się za zazwyczaj rzadki w Chinach, rzadki w północnych Indiach i Bhutanie. Populację płochacza kasztanowatego uważa się za stabilną z powodu braku dowodów na jakiekolwiek spadki lub inne istotne zagrożenia.